# Windpark Rivière-du-Moulin
Der Windpark Rivière-du-Moulin befindet sich in der kanadischen Provinz Québec auf dem Gebiet der regionalen Grafschaftsgemeinden Charlevoix und Le Fjord-du-Saguenay. Betreiber ist EDF Renewable Services, die Nordamerika-Tochter von EDF Energies Nouvelles, die wiederum zu Électricité de France gehört.
Der erste Bauabschnitt mit 75 Windkraftanlagen und einer Leistung von 150 MW ging im Dezember 2014 in Betrieb. Der zweite Bauabschnitt mit weiteren 100 Anlagen bzw. 200 MW wurde Ende 2015 in Betrieb genommen. Insgesamt verfügt der Windpark über eine Leistung von 350 MW. Verbaut wurden Anlagen des Herstellers Senvion mit einer Leistung von jeweils 2 MW, davon 152 Anlagen des Typs MM92 und 23 Anlagen des Typs MM82.
Der Strom aus dem Windpark wird über einen 20-Jahres-Vertrag an Hydro-Québec verkauft. Der Windpark ist über eine 26 km lange einkreisige 345-Kilovolt-Höchstspannungsleitung mit dem Stromnetz verbunden.